# Уметничко клизање на Зимским олимпијским играма 2014 — спортски парови
Такмичење у уметничком клизању у дисциплини спортски парови на Зимским олимпијским играма 2014. у Сочију одржавало се 11. и 12. фебруара 2014. на теренима Ледене дворане „Ајсберг“ у Олимпијском парку у Сочију. Прво су одржана такмичења у кратком, а потом и у слободном програму. Учествовало је укупно 20 парова из 12 земаља. 

## Освајачи медаља
|  | Резултат |  | Резултат |  | Резултат |
|  |          |  |          |  |          |
|  |          |  |          |  |          |

## Учесници по земљама
Међународни олимпијски комитет ограничио је број учесника у овој дисциплини на укупно 20 спортских парова, односно на 40 такмичара. Земља домаћин је аутоматски добила једну квоту, док је остатак квота додељен на основу пласмана на светском првенству 2013. и преко квалификационог турнира. Преко светског првенства додељено је укупно 16 квоте , док су преостале 4 додељено преко квалификационог турнира Небелхорн трофеј који је одржан у немачком Оберстдорфу. Максималан број учесничких квота по земљи је 3.
| Такмичење               | Домаћин    | Број квота по НОК-у | Земље                                                                   | Укупно |
| ----------------------- | ---------- | ------------------- | ----------------------------------------------------------------------- | ------ |
| Светско првенство 2013. | Лондон     | 3                   | Русија · Канада                                                         | 16     |
| Светско првенство 2013. | Лондон     | 2                   | Немачка · Кина · Француска* · Сједињене Америчке Државе · Италија       | 16     |
| Светско првенство 2013. | Лондон     | 1                   | Француска                                                               | 16     |
| Трофеј Небелхорн 2013.  | Оберстдорф | 1                   | Уједињено Краљевство · Украјина · Естонија* · Израел · Јапан · Аустрија | 5      |
| Укупно                  |            |                     |                                                                         | 20     |

- Руски клизач Александар Забојев није на време добио држављанство Естоније, и самим тим није био у могућности да наступи за ту земљу у пару са Наталијом Забијако.[3] Естонска квота припала је Јапану.
- Руска клизачица Дарија Попова није на време добила француско држављанство и самим тим Француска је морала да одустане од једне квоте која је припала Аустрији.

## Сатница
Сатница је дата по локалном московском времену (UTC+4).
| Датум       | Време | Програм                         |
| ----------- | ----- | ------------------------------- |
| 11. фебруар | 19:00 | Кратки програм                  |
| 12. фебруар | 19:45 | Слободни програм, доделе медаља |

## Резултати
Такмичење се одвијало у два дела. Први дан клизачи су наступали у кратком програму, док су други дан клизали слободни програм. Сабирањем оцена из оба дела одређен је коначни распоред на турниру. 

### Кратки програм
| Плас. | Клизачки пар                             | Репрезентација            | УО | ТЕ | ПЕ | ОКВ | ОТР | ОИЗ | ОКО | ОИН | Дед | СБр |
| ----- | ---------------------------------------- | ------------------------- | -- | -- | -- | --- | --- | --- | --- | --- | --- | --- |
|       | Миријам Циглер / Северин Кифер           | Аустрија                  |    |    |    |     |     |     |     |     |     |     |
|       | Меган Дахамел / Ерик Радфорд             | Канада                    |    |    |    |     |     |     |     |     |     |     |
|       | Пејџ Лоренс / Руди Свигерс               | Канада                    |    |    |    |     |     |     |     |     |     |     |
|       | Кирстен Мур-Тауерс / Дилан Москович      | Канада                    |    |    |    |     |     |     |     |     |     |     |
|       | Панг Ћинг / Тунг Ђен                     | Кина                      |    |    |    |     |     |     |     |     |     |     |
|       | Пенг Ченг / Џанг Хао                     | Кина                      |    |    |    |     |     |     |     |     |     |     |
|       | Ванеса Џејмс / Морган Сипре              | Француска                 |    |    |    |     |     |     |     |     |     |     |
|       | Аљона Савченко / Робин Сзолкови          | Немачка                   |    |    |    |     |     |     |     |     |     |     |
|       | Мајлин Венде / Данијел Венде             | Немачка                   |    |    |    |     |     |     |     |     |     |     |
|       | Стејси Кемп / Дејвид Кинг                | Уједињено Краљевство      |    |    |    |     |     |     |     |     |     |     |
|       | Андреа Давидович / Јевгениј Краснополски | Израел                    |    |    |    |     |     |     |     |     |     |     |
|       | Стефанија Бертон / Андреј Хотарек        | Италија                   |    |    |    |     |     |     |     |     |     |     |
|       | Никол Дела Моника / Матео Гуаризе        | Италија                   |    |    |    |     |     |     |     |     |     |     |
|       | Наруми Такахаши / Рјуичи Кихара          | Јапан                     |    |    |    |     |     |     |     |     |     |     |
|       | Вера Базарова / Јуриј Ларионов           | Русија                    |    |    |    |     |     |     |     |     |     |     |
|       | Ксенија Столбова / Фјодор Климов         | Русија                    |    |    |    |     |     |     |     |     |     |     |
|       | Татјана Волосожар / Максим Транков       | Русија                    |    |    |    |     |     |     |     |     |     |     |
|       | Јулија Лаврентијева / Јуриј Радјук       | Украјина                  |    |    |    |     |     |     |     |     |     |     |
|       | Мариса Кастели / Сајмон Шнапир           | Сједињене Америчке Државе |    |    |    |     |     |     |     |     |     |     |
|       | Фелиша Џанг / Нејтан Бартоломеј          | Сједињене Америчке Државе |    |    |    |     |     |     |     |     |     |     |